# Thijmen Kupers
Thijmen Kupers (Países Bajos, 4 de octubre de 1991) es un atleta neerlandés especializado en la prueba de 800 m, en la que consiguió ser medallista de bronce europeo en pista cubierta en 2015.

## Carrera deportiva
En el Campeonato Europeo de Atletismo en Pista Cubierta de 2015 ganó la medalla de bronce en los 800 metros, llegando a meta en un tiempo de 1:47.25 segundos, tras el polaco Marcin Lewandowski y el irlandés Mark English.